# Liste der Nummer-eins-Hits in Irland (1972)
Diese Liste enthält alle Nummer-eins-Hits in Irland im Jahr 1972. Es gab in diesem Jahr 25 Nummer-eins-Singles.
| Singles |
| --- |
| - Larry Cunningham – Slaney Valley - 1 Woche (1. Januar – 7. Januar) - New Seekers – I'd Like to Teach the World to Sing (In Perfect Harmony) - 2 Wochen (8. Januar – 21. Januar) - Barleycorn – The Men Behind The Wire - 3 Wochen (22. Januar – 11. Februar, insgesamt 5 Wochen) - T. Rex – Telegram Sam - 1 Woche (12. Februar – 18. Februar) - Barleycorn – The Men Behind The Wire - 2 Wochen (19. Februar – 3. März, insgesamt 5 Wochen) - Paul McCartney – Give Ireland Back to the Irish - 1 Woche (4. März – 10. März) - Nilsson – Without You - 1 Woche (11. März – 17. März) - Sandie Jones – Ceol An Ghrá - 2 Wochen (18. März – 31. März) - John Kerr – 3 Leafed Shamrock - 1 Woche (1. April – 7. April) - Big Tom & the Mainliners – Broken Marriage Vows - 2 Wochen (8. April – 21. April) - The Pipes and Drums and Military Band of the Royal Scots Dragoon Guards – Amazing Grace - 1 Woche (22. April – 28. April) - Paddywagon – Broken Marriage Vows - 1 Woche (29. April – 5. Mai) - Sandie, Joe & Dixies – What Do I Do - 1 Woche (6. Mai – 12. Mai) - Johnny Cash – What Do I Do - 4 Wochen (13. Mai – 9. Juni) - T. Rex – Metal Guru - 1 Woche (10. Juni – 16. Juni) - Don McLean – Vincent (Starry, Starry Night) - 2 Wochen (17. Juni – 28. Juni) - Gilbert O’Sullivan – Ooh-Wakka-Do-Wakka-Day - 3 Wochen (29. Juni – 19. Juli) - Dr. Hook & the Medicine Show – Sylvia’s Mother - 7 Wochen (20. Juli – 6. September) - Dermot Henry – The Gypsy - 2 Wochen (7. September – 20. September) - Slade – Mama Weer All Crazee Now - 2 Wochen (21. September – 4. Oktober) - T. Rex – Children of the Revolution - 2 Wochen (5. Oktober – 18. Oktober) - David Cassidy – How Can I Be Sure - 1 Woche (19. Oktober – 25. Oktober) - Gilbert O’Sullivan – Clair - 1 Woche (26. Oktober – 1. November, insgesamt 5 Wochen) - Lieutenant Pigeon – Mouldy Old Dough - 1 Woche (2. November – 8. November) - Gilbert O’Sullivan – Clair - 4 Wochen (9. November – 6. Dezember, insgesamt 5 Wochen) - Chuck Berry – My Ding-a-Ling - 2 Wochen (7. Dezember – 20. Dezember) - Thin Lizzy – Whiskey in the Jar - 2 Wochen (21. Dezember 1972 – 3. Januar 1973, insgesamt 3 Wochen; siehe 1973) |

Siehe auch: Nummer-eins-Hits 1972 in  Australien, Belgien, Deutschland, Finnland, Frankreich, Italien, Japan, Kanada, Neuseeland, den Niederlanden, Norwegen, Österreich, der Schweiz, Spanien, den Vereinigten Staaten und im Vereinigten Königreich.